# Барчи-Колешка
Барчи-Колешка — покинутый аул в Шаройском районе Чеченской Республики.

## География
Расположен на левом берегу реки Шароаргун, к юго-западу от районного центра Химой.
Ближайшие населённые пункты и развалины бывших аулов: на северо-западе — бывшие аулы Дукархой, Говолдой и село Шикарой, на северо-востоке — бывшие аулы Мальчхиче, Ацильда и село Шарой, на юго-западе — село Кесалой и бывший аул Серчихи, на юго-востоке — бывшие аулы Нижний Хашелдой и Хашелдой.